# لوكاس سكاغليا
لوكاس سكاغليا (بالإسبانية: Lucas Scaglia)‏ هو لاعب كرة قدم أرجنتيني في مركز الوسط، ولد في 6 مايو 1987 في روساريو في الأرجنتين. لعب مع أونس كالداس والنادي الرياضي بكالوني وباس جيانينا وديبورتيفو كالي ونادي بوليفار ونادي رييكا ونادي لاس فيغاس لايتس ونيولز أولد بويز.

## وصلات خارجية
- لوكاس سكاغليا على موقع قاعدة بيانات كرة القدم.إي يو (الإنجليزية)
- لوكاس سكاغليا على موقع Soccerway.com (الإنجليزية)